# Бронхиола
Бронхиолите са елементи на дихателната система, образуващи най-малките клонове на бронхите в долните дихателни пътища. Те включват терминалните бронхиоли и респираторните бронхиоли, от които започва респираторната зона и които доставят въздух за газообмена в алвеолите. Бронхиолите не съдържат срещащите с в бронхите хрущялни компоненти и нямат жлези в лигавицата си.